# Không ai bị lãng quên, không điều gì bị lãng quên

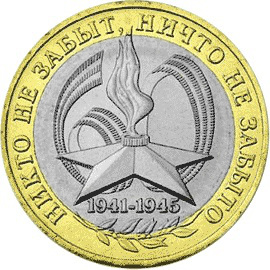
Không ai bị lãng quên, không điều gì bị lãng quên

Không ai bị lãng quên, không điều gì bị lãng quên – là một câu thơ trở thành một thành ngữ để nói về chiến công của những người lính Nga trong Chiến tranh Vệ quốc Vĩ đại và đã trở thành một sự tưởng niệm chung của Nga Xô Viết. Đầu tiên, đây là một câu trong một bài thơ của nữ thi sĩ Olga Berggolts viết năm 1959 dành cho Nghĩa trang Tưởng niệm Piskaryovskoye ở Leningrad, nơi chôn cất rất nhiều những người đã chết trong trận Leningrad. 

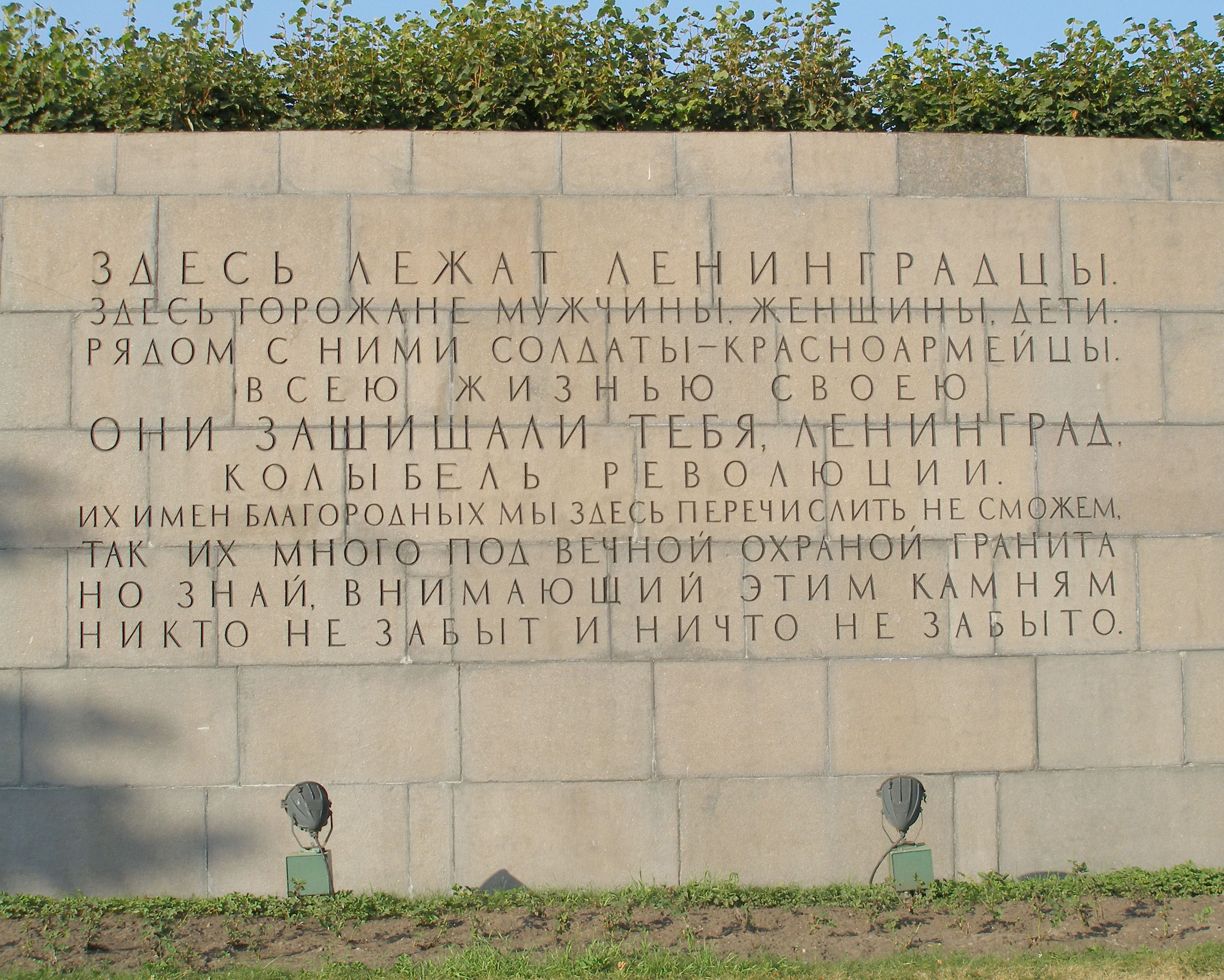
Thơ Olga Berggolts